# 32.º Batalhão de Infantaria Leve - Montanha
O 32º Batalhão de Infantaria Leve - Montanha (32º BIL Mth), também conhecido como Batalhão Dom Pedro II, é uma unidade do Exército Brasileiro localizada em Petrópolis, Rio de Janeiro e vinculada à 4.ª Brigada de Infantaria Leve (Montanha), sediada em Juiz de Fora. Sob sua antiga denominação de “1º Batalhão de Caçadores”, está em Petrópolis desde 1923.

## História

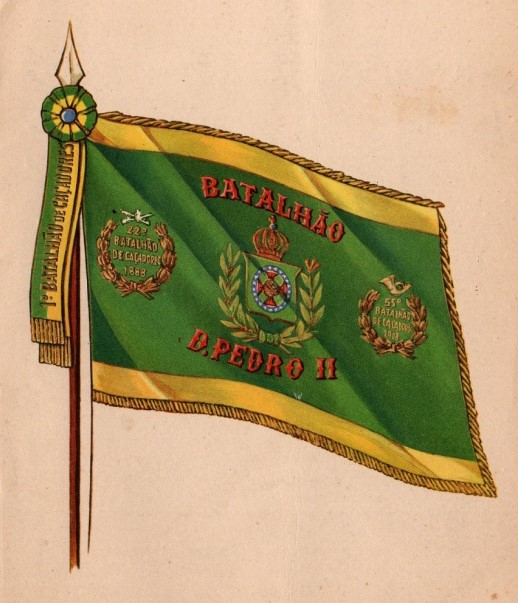
Estandarte original de 1958

A instalação do então 1º Batalhão de Caçadores (1º BC) em Petrópolis, vindo de Niterói, data de 1923, possivelmente relacionada às greves ocorridas na cidade. O batalhão posteriormente teria entre suas atribuições a guarda presidencial. No prelúdio da Revolução de 1930, foi nos meses anteriores uma das unidades transferidas a Belo Horizonte de forma a pressionar o governo estadual. A Força Pública revolucionária minou e eletrificou a base do batalhão, próxima à Estação do Calafate, pretendendo fixá-lo em suas posições no início do conflito. Isso não chegou a ocorrer, pois em setembro, um mês antes da revolução, o governo federal retirou os reforços que mantinha na capital mineira, confiando no governador Olegário Maciel.
Em 1960, estava subordinado diretamente ao I Exército, no Rio de Janeiro. No golpe de Estado de 1964, seu comandante, o tenente-coronel Kerensky Túlio Motta, permaneceu leal ao governo de João Goulart. O batalhão era o mais próximo de Minas Gerais, de onde o golpe havia começado com a Operação Popeye, sendo assim enviado como vanguarda das forças legalistas. Despreparado, teve que requisitar ônibus civis para chegar à frente. Na noite de 31 de março um contingente petropolitano defrontou seu oponente, o “Destacamento Tiradentes”, na divisa estadual. A adesão de dois de seus pelotões, e a ameaça de manobra do Destacamento Tiradentes enfraqueceram a posição de Kerensky, e seus oficiais estavam divididos. O batalhão recuou a Petrópolis. Com a vitória do golpe, o comandante foi destituído do cargo. O batalhão foi uma das três principais instituições encarregadas da ordem da cidade durante a ditadura militar.
O batalhão tornou-se 32º de Infantaria em 1972, e de infantaria motorizada no ano seguinte. Ele foi subordinado à 1ª Brigada de Infantaria Motorizada, cuja sede foi transferida à cidade em 1975. Em 1991, com o deslocamento da 1ª Brigada a Roraima, o batalhão permaneceu na cidade, sendo transferido à 4ª Brigada, de Juiz de Fora. Acompanhando a tendência da antiga brigada, de reforço à presença militar na região Norte, em 2003 discutia-se a transferência do batalhão à região do Alto Rio Negro, no Amazonas. Ela não chegou a ocorrer. Com a mudança da 4ª Brigada, que passou a ser Leve de Montanha, em 2014 o 32° tornou-se Batalhão de Infantaria Leve, e em 2019 recebeu a designação atual de Montanha.